# 小貫莉奈
小貫 莉奈（おぬき りな、2001年〈平成13年〉5月29日 - ）は、日本の女優、モデル。茨城県行方市出身。エイジアプロモーション所属。法政大学卒業。

## 来歴
2017年2月28日に開催された「超十代 - ULTRA TEENS FES - 2017＠TOKYO」において、「超十代オーディション2017」で約15,000人の応募者の中から“グランプリ”に選ばれる。
2018年2月25日開催の「東京マラソン2018」のオフィシャルドリンクポカリスエットのWEBムービーに出演する「3代目ポカリガール」に就任。
2019年、3人組ロックバンド・サイダーガールのイメージキャラクター・“4代目サイダーガール”に起用される。メディアに一切顔出しをしないメンバーに代わって、1年間にわたりミュージックビデオなどに出演する。
2019年12月16日発売、『週刊プレイボーイ』（集英社）52号で初の水着グラビアを披露。
2021年4月19日、「ミス バスケット・カウント2021」グランプリを受賞し、バスカンYouTubeチャンネルのMCに就任。同チャンネル内『小貫莉奈のCLUCH TIME』に出演。
2022年5月20日、「東京ユナイテッドバスケットボールクラブ（TUBC）」オフィシャルYouTubeチャンネルのメインMC兼広報大使に就任。
2023年、テレビ朝日系特撮テレビドラマ『仮面ライダーギーツ』に我那覇冴 / 仮面ライダーロポ役で出演。同年公開の映画『仮面ライダーギーツ 4人のエースと黒狐』でも同役で出演。
2024年、3月28日に法政大学を卒業したことをX（旧：Twitter）とInstagramで公表。

## 人物
- 趣味・特技 - 小学2年生から続いたバスケットボール（部活動でのポジションはガード[14]）
- 『Seventeen』（集英社）や『nicola』（新潮社）を読み、モデルに憧れる[14]。特にあこがれのセブンティーンモデルとして、三吉彩花、広瀬すずの名を挙げる[14]。
- 好きなテレビ番組は、刑事ドラマや『世界の果てまでイッテQ!』（日本テレビ）[14]。
- 得意な教科は数学[14]。
- マラソンなど走ることには自信あり[14]。
- 双子の妹がいる[15]。

## 出演

### ドラマ

#### テレビドラマ
- いつまでも白い羽根 第1話（2018年4月7日、東海テレビ・フジテレビ系）
- 病室で念仏を唱えないでください 第7話（2020年2月28日、TBS）
- 親バカ青春白書 第3話（2020年8月16日、日本テレビ）
- 仮面ライダーシリーズ（テレビ朝日）
  - 仮面ライダーギーツ 第17話 - 第21話（2023年1月8日 - 2月5日） - 我那覇冴 / 仮面ライダーロポ 役[11]
  - 仮面ライダーゼッツ（2025年9月7日 - 〈予定〉） - 南雲なすか 役[16][17]
- 紅さすライフ 第8話 - 最終話（2023年9月12日 - 26日、日本テレビ） - アンナ 役
- コスメティック・プレイラバー 最終話（2024年8月27日、フジテレビ） - ホノカ 役

#### 配信ドラマ
- こんな未来は聞いてない!! Episode 3・Episode 7 - Episode 10（2018年10月13日・11月10日 - 12月1日、FOD） - 菊池明日香 役
- 乃木坂シネマズ〜STORY of 46〜 第7話「鳴呼!素晴らしきチビ色の人生」（2020年2月5日、FOD） - 清水アリサ 役
- 私たちも伊藤万理華ですが。 #1 - #3（2020年10月9日 - 23日、LINE VISION） - サチ 役[18]
- ゾワる 第5弾「睡魔」（2021年8月20日、YouTube） - ヒロイン・ツムギ 役

### 映画

#### 劇場映画
- 渋谷行進曲（2020年12月27日公開、Shibuya Cinema Tokyo） - 北原鈴 役
- 映画 仮面ライダーギーツ 4人のエースと黒狐（2023年7月28日公開、東映） - 我那覇冴 / 仮面ライダーロポ 役[12][13]
- 乱歩の幻影（2024年7月26日公開、miramiru / ガチンコ・フィルム / JACO） - 里美新造 役[19][20]
- 栄光のバックホーム（2025年11月28日公開予定、ギャガ） - 村上華 役[21]

#### 配信映画
- ボクたちはみんな大人になれなかった（2021年11月5日配信、Netflix）

### 舞台
- JACO Fes 2020冬 〜sakura tomorrow〜『刑事JACOK』（2020年12月1日・2日、ユーロライブ）
- 東京モザイク「TモザSUNDAY」（2022年6月26日・7月17日・8月7日・8月28日・9月18日、青山JACO / 2023年6月11日、赤坂チャンスシアター / 2023年6月25日、四谷シアターウィング）
- 東京モザイク 第1回本公演「PLAYBALL!完全版 -裏切りの荒野-」（2022年10月1日、原宿ベルエポックホール）
- 東京モザイク「TモザSOMEDAY」（2022年10月22日、青山JACO）
- 生芝居「Grand Gray You Love」（2022年11月18日 - 20日、シアターギルド代官山） - 北原鈴 役
- 東京モザイク2022 christmasLIVE「僕のツリーを彩って」（2022年12月24日・25日、四谷シアターウィング）
- 東京モザイク「1周年記念LIVE」（2023年5月1日、四谷シアターウィング / 青山JACO）
- LUCKUP produce「マテリアルパレード」（2023年8月9日 - 20日、中野 ザ・ポケット） - ヒロイン・アキナ 役[22]
- 東京モザイク プロデュース 感謝祭公演「FINAL GAME!『約束』」（2023年10月1日、アトリエファンファーレ東新宿）
- 舞台『呪術廻戦』-京都姉妹校交流会・起首雷同-（2023年12月15日 - 31日、天王洲 銀河劇場 / 2024年1月6日 - 14日、AiiA 2.5 Theater Kobe） - 高田ちゃん 役[23]
- イマジライズプロジェクトVol.2「ココから連れ出して 〜地獄のHELL変〜」（2024年6月14日 - 16日、アトリエ第Q藝術 1Fホール） - 主演・ちろる 役[24]
- sitcomLab×イルカ団!! 真夏の合戦 sitcomLab 第5弾「リバースヒストリカ」（2024年7月8日 - 14日、中野ザ・ポケット） - 織田信長 役
- BOW15th ミュージカル「僕にだけやさしい古書室」（2024年9月19日 - 23日、シアター・アルファ東京） - 小池 役
- 劇団皇帝ケチャップ 第18回本公演「何も変わらない今日という日の始まりに」（2024年11月13日 - 17日、浅草九劇） - 星野凛 役[25]

### テレビ番組
- CM INDEX（2018年3月2日、TOKYO MX）
- 全力坂（2018年5月29日・6月6日、テレビ朝日）
- 痛快TV スカッとジャパン（フジテレビ）
  - 《女性を救う！神解決》「苦手だったスパルタ店長の意外な言葉」（2020年6月29日） - 山本沙織 役
  - 《母と娘の大逆転スカッと》「学校は敵だらけ…母と娘の戦い」（2020年7月13日） - 山辺久美子 役
  - 《悪女胸キュンスカッと》「嫌がらせから救ってくれたのは…」（2020年11月23日） - 平原弥生 役
- 踊る!さんま御殿!!（2022年3月15日、日本テレビ） - 再現VTR
- 浜ちゃんが!（2022年8月4日・11日・11月24日、読売テレビ・日本テレビ系）
- ワールド極限ミステリー「法医学ミステリー」（2022年8月17日、TBS） - 大谷愛 役
- 月曜の蛙、大海を知る。（2023年2月27日、MBS・TBS系）

### ラジオ番組
- TOMAS presents High School a Go Go!!（2018年4月30日 - 9月10日、TBSラジオ） - 準レギュラー

### CM
- Snow Corporation「SNOW」（2017年5月 - ）
- ソニー aibo「aiboのいる生活」（2018年1月11日 - ）[26]
- 河合塾 大学受験科（2018年2月 - ）
- 大塚製薬 3代目ポカリガール「東京サプライ少女2018 Runners A to Z」篇（2018年2月 - ）
- 東京電力ホールディングス「TEPCOのある生活」篇（2018年8月 - ）
- ダイハツ タント「ミラクルウォークスルー篇」（2019年7月 - ）
- 花王「キュレル泡シャンプー（かゆみ悩み編、フケ悩み編）」 WEB CM（2021年4月 - ）[27]
- コパトーン「キレイ魅せUV」うちらのUV篇（2021年4月 - ）[28]
- DHC プロテインダイエット MCTプラス「プロティン姉妹篇」（2021年6月 - ）
- ユビレジ QRオーダー「ユビレジ編、止まらない！編」（2021年6月 - ）
- ソフトバンク 5G LAB「なにわ男子、超接近。」篇（2021年11月 - ）
- ザ・プロアクティブカンパニー プロアクティブ「姉妹篇」（2022年9月 - ） - 姉 役[29]
- FCNT「arrows」ブランドムービー（2022年10月 - ）
- アース製薬 デオッシュ DEOSH「大王」篇（2023年8月 - ）
- ザ・プロアクティブカンパニー プロアクティブ「姉妹篇、家族会議篇」＋パッチ新登場（2023年10月 - ）
- シーシーアイ 企業CM「地球も熱から守れるか?」篇（2024年6月 - ）

### WEB
- 少女記録 小貫莉奈 - 制服編 / 洋服編（2017年8月22日）[30][31]
- 「東京マラソン2018」オフィシャルドリンク「ポカリスエット」WEBムービー『東京サプライ少女2018 Runners A to Z』篇（2018年2月13日 - ） - 3代目"ポカリガール"[4][5]
- サイダーガールの「あなたの炭酸、抜けかかってますよ」特別番組 （2020年4月5日、LINE LIVE）
- 小貫莉奈のCLUTCH TIME（2021年5月25日 - 、バスカンYouTubeチャンネル）
- Y's BANG ON！
- 「さつまいもに恋したなめがたさん」(WEB・ムービー)

### MV
- バレーボウイズ「卒業」（2018年3月13日）
- サイダーガール
  - 「クローバー」（2019年6月5日）
  - 「週刊少年ゾンビ」（2019年12月10日）
  - 「桜色」（2020年2月1日）

### イベント
- Girls Award
  - 2017 A/W（2017年9月16日）[32]
  - 2018 S/S（2018年5月19日）[33]
  - 2018 A/W（2018年9月16日）[34]
- 超十代 -Ultra TEENS FES-（2018年3月27日）
  - 2021 PREMIUM（2021年3月30日）[35]
- 東京ガールズコレクション
  - 2018 S/S（2018年3月31日）[36]
  - 2018 A/W（2018年9月1日）[37]
  - 2021 S/S（2021年2月28日）[38]
- Y's BANG ON!「ZENTHE」2019-20AW Collection（2019年5月25日）
- support surface 2020 SS Collection（2019年9月10日）
- NON TOKYO（ノントーキョー） Fashion Week TOKYO 2022 A/Wコレクション（2022年3月14日）
- LIFESTYLE with DOGS powered by SHEIN（2023年4月9日）[39]
- Universal Kimono Award 2024（2024年12月4日）
- 「FUJI24H オーバーナイトフェス」スタートセレモニー 国歌⻫唱(2025年5月30日)

### 玩具
- 仮面ライダーギーツ PREMIUM DXメモリアルフィーバースロットレイズバックル（2024年12月、玩具ボイス）

## 書籍

### デジタル写真集
- PROTO STAR 小貫莉奈 vol.1（2017年12月7日、JUPIMAR）[40]
- PROTO STAR 小貫莉奈 vol.2（2018年4月18日、JUPIMAR）
- また会えた（2024年9月17日、集英社）[41]